# 2022年2月逝世人物列表
2022年逝世人物列表：1月 - 2月 - 3月 - 4月 - 5月 - 6月 - 7月 - 8月 - 9月 - 10月 - 11月 - 12月
2022年2月逝世人物列表，是用于汇总2022年2月期间逝世人物的列表。

## 依日期排序

### 28日
- 安德烈·苏霍维茨基（俄語：Андрей Суховецкий），47岁，俄罗斯軍事將領，中央军区第41联合武装集团军（英语：41st Combined Arms Army）副司令，战死。[1]
- 祝文君，55歲，香港女藝人，肺癌。[2]
- 井上倫宏（日語：井上 倫宏），63歲，日本演員、聲優。[3]
- 馬小星，67岁，中國作家。[4]
- 史作清，84岁，中国材料化学家，南开大学教授。[5]
- 凌文训，85岁，中国政治人物，曾任江苏省人大常委会委员、副秘书长。[6]
- 陳亮聲，89歲，中國指揮家、作曲家。女演員斯琴高娃第三任丈夫。[7]
- 濮業良，100歲，中國人，南京大屠殺倖存者。[8]

### 27日
- 金正宙，54歲，韓國企業家，電子遊戲公司Nexon創辦人。[9]
- 張慶林，74歲，中國心理學家，原西南大學心理學院院長。[10]
- 竹內敏信（日語：竹內 敏信），78歲，日本攝影師，有「日本風景攝影第一人」之譽。死於喉癌。[11]
- 李居昌，84歲，中國政治人物，曾任職交通部副部長。[12]
- 查理斯·蘇黎（英語：Charles Csuri），99岁，美国图形艺术家。[13]

### 26日
- 妮達·帕查娜維拉潘，37歲，泰國女星，溺水身亡（遺體發現日）。[14]
- 葉勝欽，47歲，臺灣台語歌手，《21世紀新人歌唱排行榜》校園組冠軍，死於骨髓癌。[15]
- 倪成钢，56岁，中国企业人物，宁波舟山港集团有限公司副总经理。[16]
- 凯文·诺伊费尔德（英語：Kevin Neufeld），61岁，加拿大赛艇运动员。[17]
- 李广斌，69岁，中国政治人物，包头市政协原副主席。[18]
- 善达·巴斯卡（英语：Santha Bhaskar），82歲，新加坡印度裔舞蹈家，死於心脏病发。[19]
- 叶夫根尼·马斯林（俄語：Евгений Маслин），84岁，苏联及俄罗斯军事人物，俄罗斯联邦国防部第12总局局长（1992年－1997年）。[20]
- 李御寧，88歲，韓國文藝評論家，曾任文化部長官。[21]
- 沃祖全，89歲，中國政治人物，江西省政協原副主席。[22]
- 岑桑，96歲，中國出版家、散文作家，第二屆廣東文藝終身成就獎獲得者。[23]
- 李子文，102歲，香港商人，通利琴行創辦人。[24]

### 25日
- 才旺羅布，25岁，中國藏族歌手。[25]
- 伊琳娜·茨维拉（烏克蘭語：Ірина Цвіла），52岁，乌克兰作家，退伍军人，战死于2022年基辅攻势。[26]
- 亞歷山大·奧克桑琴科（烏克蘭語：Олександр Оксанченко），53岁，烏克蘭軍人，空軍上校，战死于2022年基辅攻势。[27]
- 武平力，87岁，中国作家。[28]

### 24日
- 維塔利·斯卡昆（烏克蘭語：Віталій Скакун），25歲，烏克蘭軍人，第35獨立海軍陸戰隊工程師和戰鬥工兵，烏克蘭英雄，戰死。[29]
- 伊萬·列萬科夫（俄語：Иван Леванков），25歲，俄羅斯軍人，軍銜中尉，因拯救一對烏克蘭母女而遭俄軍射殺。[30]
- 卡特勒恩·诺德（德語：Kathleen Nord），56岁，德国游泳运动员。[31]
- 加里·诺斯（英語：Gary North），80岁，美国经济史学者。[32]
- 薩莉·凱勒曼（英语：Sally Kellerman），84歲，美國演員，代表作《風流軍醫俏護士》（MASH）。[33]
- 祝再强，90歲，中國人，南京大屠殺倖存者。[34]
- 约翰·兰迪（英語：John Landy），91岁，澳大利亚田径运动员。[35]
- 李伯康，94岁，中国政治人物，北京市政协副主席（1985年－1993年）。[36]

### 23日
- 李金城，58岁，中国铁路工程师，中铁第一勘察设计院集团有限公司原副院长。[37]
- 扬·扎雷（羅馬尼亞語：Ioan Zare），62岁，罗马尼亚足球运动员。[38]
- 拉赫曼·马利克（英語：Rehman Malik），70岁，巴基斯坦政治人物，内政部长（2008年－2013年），死于COVID-19并发症。[39]

### 22日
- 初少华，76岁，中国西方哲学家，北京师范大学副教授。[40]
- 陳凱希，85歲，馬來西亞商人、慈善家、前社運人物。海鷗集團創辦人。曾任馬來亞勞工黨祕書長和社陣總祕書。[41][42]
- 羅新璋，86歲，中國法國文學翻譯家、傅雷研究專家。[43]
- 陳小茶，89歲，中國演員，著名粵劇表演藝術家。[44]
- 許穆生，90歲，台灣餐飲企業家、華西街台南擔仔麵創辦人。[45]
- 伊万·久巴（烏克蘭語：Іва́н Дзю́ба），90岁，乌克兰文学评论家，持不同政见者。[46]

### 21日
- 陳偉，54歲，台灣導演。[47]
- 阿卜杜勒·瓦希德（英語：Abdul Waheed），85岁，巴基斯坦曲棍球运动员。[48]
- 賀慶棠，85歲，中國林學家、森林生態和森林氣候學家，北京林業大學原校長。[49]
- 楚原，87歲，香港導演和演員。[50]
- 範大燦，88歲，中國德語文學研究專家、翻譯家、北京大學德語系教授。[51]
- 林尔蔚，90岁，中国出版家，商务印书馆原总经理。[52]
- 约翰·埃默里（英語：John Emery），90岁，加拿大雪车运动员。[53]
- 吕衍平，91岁，中国政治人物，连云港市政协原副主席。[54]
- 叶夫根尼·科兹洛夫斯基（俄語：Евгений Козловский），92岁，苏联和俄罗斯地质学家，苏联地质部部长（1975年－1989年）。[55]

### 20日
- 亚历山大·西多连科（烏克蘭語：Олександр Сидоренко），61岁，苏联及乌克兰游泳运动员，死于COVID-19。[56]
- 西鄉輝彥（日語：西郷 輝彦），75歲，日本歌手、演員。死於前列腺癌。[57]
- 倪耀良，88歲，中國圍棋教育家，上海市應昌期圍棋教育基金會理事長。[58]

### 19日
- 夜鶯（英语：Nightbirde），31歲，美國歌手。[59]
- 大衛·博格斯（英语：David Boggs），71岁，美國電氣和無線電工程師，TCP/IP协议、乙太網路共同發明人。[60]
- 三村恪一（日語：三村 恪一），90岁，日本足球运动员，前国家队成员。[61]

### 18日
- 琳賽·皮爾曼（英语：Lindsey Pearlman），43歲，美國女演員，曾演電視劇《芝加哥正義》、《杏林春暖》。（遺體發現日期）[62]
- 徐艦，55歲，中国新闻工作者，曾任中國商報社社長、中國商業聯合會特邀副會長、全國商報聯合會會長。[63]
- 埃克托尔·普利多（西班牙語：Héctor Pulido），79岁，墨西哥足球运动员。[64]
- 李晴祺，92歲，中國小麥育種家。[65]
- 法蘭索瓦·葛羅（法語：François Gros），96岁，法国生物学家。[66]

### 17日
- 張桐勝，69岁，中國攝影師，中國攝影家協會原副主席。[67]
- 朱塞佩·罗斯（義大利語：Giuseppe Ros），79岁，意大利拳击运动员，1964年夏季奥运会铜牌得主。[68]

### 16日
- 刘汉文，59岁，马来西亚歌手，死於淋巴癌。[69]
- 巴戈，67歲，台灣綜藝節目主持人及演員，胰臟癌病逝。[70]
- 梁灿彬，83岁，中国物理学家，北京师范大学物理学系教授。[71]
- 张万真，85岁，中国吕剧表演艺术家，济南市吕剧团原副团长。[72]
- 楊紫烜，89歲，中國法學家、法學教育家。[73]
- 彭家聲，91岁，緬甸政治人物，緬甸民族民主同盟軍的创建者，原缅甸掸邦第一特区政府主席。[74]
- 連日清，94歲，臺灣醫學昆蟲學、生物學家與公共衛生學者，有「蚊人」、「蚊子博士」之稱。[75]
- 鲍里斯·巴尔蒙特（俄語：Борис Бальмонт），94岁，苏联政治人物，机床制造和工具工业部部长（1981年－1986年）。[76]
- 蓋爾·哈爾沃森（英语：Gail Halvorsen），101歲，美國飛行員，因為冷戰期間投放零食給柏林兒童，獲封「糖果轟炸機」稱號。[77]

### 15日
- 吳亮，年齡不詳，中華人民共和國死刑犯，因故意殺人罪被判注射死刑。[78]
- 第三世敦珠仁波切，32歲，藏傳佛教寧瑪派杜炯德薩傳承法王。[79]
- 龔日光，66岁，台灣政治人物，屏東縣佳冬鄉鄉長。[80]
- 巴皮·拉希里（英语：Bappi Lahiri），69岁，印度歌手和作曲家。[81]
- P·J·歐魯克（英語：P. J. O'Rourke），74岁，美國政治諷刺家、記者。死於肺癌。[82]
- 周金广，82岁，中国政治人物，江西日报社原社长。[83]
- 仇明，90岁，中国政治人物，最高人民检察院机关党委原工会主席。[84]
- 约瑟夫·扎彭兹基（波蘭語：Józef Zapędzki），92岁，波兰射击运动员。[85]

### 14日
- 林崑海，68歲，臺灣電視節目製作人與企業人物，三立電視共同創辦人暨現任董事長，頭頸癌病逝。[86]
- 張毓捷，79歲，台灣企業人物，寧德時代新能源科技有限公司榮譽董事長。[87]
- 高洪寶，85歲，中國電影攝影師，代表作《保密局的槍聲》。[88]
- 鲍里斯拉夫·伊夫科夫，88岁，塞尔维亚国际象棋棋手、特级大师。 [89]
- 周火生，88岁，中國教育及慈善家。前崑山市千燈鎮中心小學教師。 [90]

### 13日
- 湯美玉，中華民國司法官，1992年任職士林地方法院法官時，曾經承審蘇建和案。[91]
- 王宝贞，89岁，中国给水排水专家，哈尔滨工业大学教授。[92]
- 魏主安（Gottfried Vonwyl），91歲，瑞士籍天主教傳教士，台灣白冷外方傳教會神父。[93][94]

### 12日
- 卡爾文·瓊斯（英语：Calvin Jones (baseball)），58歲，美國職業棒球運動員，曾效力西雅圖水手及和信鯨等職棒球隊。[95]
- 吉慕拉，62岁，马来西亚演员、编剧、剧场工作者。[96]
- 長谷部誠（日語：長谷部 誠），70歲，日本政治人物，曾任秋田縣議會議員、由利本莊市市長。[97]
- 沈斌，74歲，中國導演，中國戲曲導演學會副會長，上海市非物質文化遺產代表性傳承人。[98]
- 欧阳元和，75岁，中国企业人物，福建省冶金（控股）有限责任公司原董事长，第九、十、十一届全国人大代表。[99]
- 伊万·雷特曼（英語：Ivan Reitman），75歲，捷克裔加拿大導演。代表作為1984年電影《捉鬼敢死隊》。[100]
- 陳希滔，79歲，中國人民解放軍中將，原北京军区副司令员。[101]
- 簡炳墀，84歲，香港練馬師及政治人物，曾五度榮膺香港冠軍練馬師，累任北區區議員及上水鄉事委員會主席等職。[102]
- 济娜伊达·基里延科（俄語：Зинаида Кириенко），88岁，俄罗斯女演员。[103]
- 利陸雁群，96歲，尊稱利孝和夫人，香港社交界名媛和企業家，無綫電視非執行董事（1981年－2012年）。[104]
- 威廉·克拉夫特（英語：William Kraft），98岁，美国作曲家、指挥家。[105]
- 卡尔·瓦伊诺，98岁，爱沙尼亚政治人物，爱沙尼亚共产党中央委员会第一书记（1978年－1988年）。[106]

### 11日
- 雨果·托雷斯·希門尼斯（西班牙語：Hugo Torres Jiménez），72歲，尼加拉瓜軍事領導人，退休準將以及桑地諾民族解放陣線 (FSLN) 成員。[107]
- 亞戴二世·喬治（英語：Addai II Giwargis），74岁，伊拉克东正教牧师，东方古代教会牧首（1972年起）。[108]
- 曹景行，75岁，中国媒体人，曾任鳳凰衛視資訊台副台長，報人曹聚仁次子。死於胃癌。[109]
- 黄继芬，83岁，中国政治人物，西藏自治区人大常委会原副秘书长。[110]
- 葉名佩，93岁，中國古琴家。[111]
- 陳文敏，102歲，台灣電影史首名女導演。[112]

### 10日
- 叶夫根尼娅·布里克（英语：Evgeniya Brik），40岁，俄罗斯女演员，死於癌症。[113]
- 陈俊平，73岁，中国政治人物，贵州省人民检察院原检察长。[114]
- 曼努埃尔·埃斯基韦尔（英語：Manuel Esquivel），81岁，伯利兹政治人物，前总理（1984年-1989年、1993-1998年）。[115]
- 杜瓦尔·赫克特（英語：Duvall Hecht），91岁，美国赛艇运动员。[116]
- 恽瑛，96岁，中国物理学家，东南大学教授。[117]

### 9日
- 傑瑞米·吉昂比（英语：Jeremy Giambi），47歲，美國棒球運動員，曾效力奧克蘭運動家等大聯盟球隊。[118][119]
- 陈亚广，66岁，中国政治人物，广东省林业厅原副厅长。[120]
- 李剛，96歲，中國企業家，原中國汽車工業總公司董事長。[121]
- 何明光，101岁，中国政治人物，中国科技情报所重庆分所所长（1980年－1981年）。[122]
- 尹之朗，103岁，中国政治人物，原中共扬州地委统战部副部长。[123]

### 8日
- 明金成，51歲，臺灣演員兼導演，死於心肌梗塞。[124]
- 释理净，54岁，中国佛学家，中国佛学院副教授。[125]
- 列昂尼德·菲利莫诺夫（俄語：Леонид Филимонов），86岁，苏联及俄罗斯政治人物，苏联石油工业部部长（1989年－1991年）。[126]
- 上田敏也（日語：上田 敏也），88歲，日本聲優。[127]
- 吕克·蒙塔尼耶（法語：Luc Montagnier），89岁，法国病毒学家，2008年诺贝尔生理学或医学奖得主。[128]
- 比尔·林哈德（英語：Bill Lienhard），92岁，美国職業篮球运动员，1952年夏季奥运会金牌得主。[129]
- 杰基·鲁宾逊（英語：Jackie Robinson），94岁，美国篮球运动员。[130]

### 7日
- 魏心東，66岁，中國企業家，山東新星集團黨委書記。[131]
- 陳適庸，73歲，臺灣政治人物，曾任立法院增額立法委員、嘉義縣長（1989年－1993年）。[132]
- 易麗君，87歲，中國翻譯家。[133]
- 钱传范，91岁，中国农药化学家，中国农业大学教授。[134]
- 刘幼康，93岁，中国政治人物，原四川省邮电管理局局长。[135]

### 6日
- 新田早規（日語：新田 早規），31歲，日本聲優。死於左三角室腦髓膜腫。[136]
- 黃文耀，65歲，臺灣偶戲師，天宇布袋戲創辦人。[137]
- 理夏德·库比亚克（波蘭語：Ryszard Kubiak），71岁，波兰赛艇运动员。[138]
- 龙尼·赫尔斯特伦（瑞典語：Ronnie Hellström），72岁，瑞典足球运动员。[139]
- 朱明暹，78歲，中國政治人物，原國有重點大型企業監事會主席。[140]
- 增本一彦（日語：増本 一彦），85岁，日本政治人物，众议院议员（1972年－1976年）。[141]
- 拉塔·曼吉茜卡（英語：Lata Mangeshkar），92岁，印度女歌手。[142]
- 蔡希尧，96岁，中国电子对抗与雷达专家，西安电子科技大学教授。[143]
- 常楓，98歲，臺灣演員。[144]

### 5日
- 拉扬，5岁，摩洛哥男孩，坠井身亡。[145]
- 西村賢太（日語：西村 賢太），54岁，日本作家。[146]
- 鲍里斯·梅利尼科夫（俄語：Борис Мельников），83岁，苏联击剑运动员。[147]
- 孫貴璋，87歲，中國政治人物，上海市人大常委會原副主任。[148]
- 郭平坦，89歲，中國政治人物，曾任駐大阪總領事館領事，中華全國台灣同胞聯誼會副會長，第六屆全國人大代表，第七、八屆全國政協委員。[149]
- 張培昌，90岁，中國氣象學家，原南京氣象學院院長。[150]
- 趙淳昇（韓語：조순승），92岁，韩国政治人物，国会议员（1988年－2000年）。[151]

### 4日
- 金仁赫（朝鲜语：김인혁），26歲，韓國排球男選手，自杀身亡。[152]
- 李成昌，78歲，中國政治人物，金华市政協原主席。[153]
- 张忠俭，83岁，中国政治人物，湖北省人大常委会原副主任。[154]

### 3日
- 喬什·紐曼（英語：Josh Neuman），22歲，美國網紅。[155]
- 安大魂，32歲，中國嘻哈女歌手，死於憂鬱症。[156]
- 阿布·易卜拉欣·哈希米·庫雷希（阿拉伯語：أبا إبراهيم الهاشمي القرشي），45岁，極端主義組織伊斯蘭國第二任哈里發，被美軍擊斃。[157]
- 馬迪斯·米林（英语：Madis Milling），51岁，愛沙尼亞政治人物，國會議員。[158]
- 胡悦，68歲，中國政治人物，陝西省人大常委會原黨組書記、副主任。[159]
- 松田岩夫（日語：松田 岩夫），84歲，日本政治人物，前國會議員，小泉純一郎政府時期曾擔任科學技術擔當相。死因為血糖過低。[160]
- 王玉浚，90岁，中国矿井开拓与巷道布置专家，中国矿业大学采矿工程系教授。[161]
- 赫里斯托斯·萨采塔基斯（希臘語：Χρήστος Σαρτζετάκης），92岁，希腊政治人物，前总统（1985年─1990年）。[162]

### 2日
- 埃德·福尔曼（英語：Ed Foreman），88岁，美国政治人物，众议院议员（1963年－1965年）。[163]
- 比尔·费奇（英語：William Fitch），89岁，美国篮球教练。[164]
- 莫妮卡·維蒂（義大利語：Monica Vitti），90歲，意大利女演員。[165]
- 阿爾貝托·貝勒雷斯（西班牙語：Alberto Baillères），90岁，墨西哥礦業大亨。[166]
- 張仲威，98歲，中國農業經濟學家。[167]

### 1日
- 王俊峯，60岁，台灣企業家，伯思美國際實業公司創辦人兼董事長。[168]
- 刘军，76岁，中国政治人物，广西壮族自治区玉林市人大常委会原副主任。[169]
- 贾仁安，80岁，中国系统工程学者，南昌大学教授。[170]
- 石原慎太郎（日語：石原 慎太郎），89岁，日本政治人物、作家，前東京都知事、運輸大臣，死於胰腺癌。[171]
- 瓦爾特·巴里利（德語：Walter Barylli），100岁，奥地利小提琴家。[172]

### 日期不詳
- 唐痘痘，27岁，中國網紅。[173]
- 耶夫根尼 瑪雷舍夫（Yevgeny Malyshev），19歲，烏克蘭冬季兩項運動員，在哈爾科夫市參加戰事時遭俄羅斯砲火攻擊身亡。
- 維達利爾 薩普洛（Vitalii Sapylo），21歲，烏克蘭足球運動員，在俄羅斯軍事行動中陣亡。
- 狄馬圖 馬丁倫柯（Dmytro Martynenko），25歲，烏克蘭足球運動員，在俄羅斯軍事行動中陣亡。[174]